# Kanamori Tomoya
Tomoya Kanamori (sinh ngày 2 tháng 4 năm 1982) là một cầu thủ bóng đá người Nhật Bản.

## Sự nghiệp câu lạc bộ
Tomoya Kanamori đã từng chơi cho Oita Trinita, Okinawa Kariyushi FC và Ehime FC.